# Lasioglossum taylorae
Lasioglossum taylorae är en biart som först beskrevs av Jason Gibbs 2010. Den ingår i släktet smalbin och familjen vägbin. Arten förekommer i  östra Nordamerika.

## Beskrivning
Honan har grönt huvud och bakkropp med blå och gyllne, metallisk glans. Munskölden är mörkbrun upptill, bronsfärgad nertill, antennerna mörkbruna, vingarna halvgenomskinliga med ljust gulbruna ribbor samt benen bruna med de fyra bakre fötterna rödbruna. Bakkroppen är mörkbrun med segmentens bakkanter rödbruna. Kroppen har gles, vitaktig behåring. Biet är litet, med en kroppslängd på 5 till 5,8 mm och en längd på framvingen på omkring 4 mm.
När arten först beskrevs hade endast honan identifierats. Sedermera har även hanen påträffats.

## Utbredning
Utbredningsområdet omfattar östra Nordamerika från Ontario i Kanada över Wisconsin, Michigan och Maine i USA till Virginia i söder. Arten är inte vanlig.